# Winssen
Winssen (51° 53′ N, 5° 42′ L) é uma cidade dos Países Baixos, na província de Guéldria. Winssen pertence ao município de Beuningen, e está situada a 8 km, a norte de Wijchen.
Em 2001, a cidade de Winssen tinha 1192 habitantes. A área urbana da cidade é de 0.37 km², e tem 441 residências.
A área de Winssen, que também inclui as partes periféricas da cidade, bem como a zona rural circundante, tem uma população estimada em 2120 habitantes.